# Theridion wiehlei
Theridion wiehlei är en spindelart som beskrevs av Schenkel 1938. Theridion wiehlei ingår i släktet Theridion och familjen klotspindlar. Inga underarter finns listade i Catalogue of Life.